# Ermida de São Miguel de Odrinhas

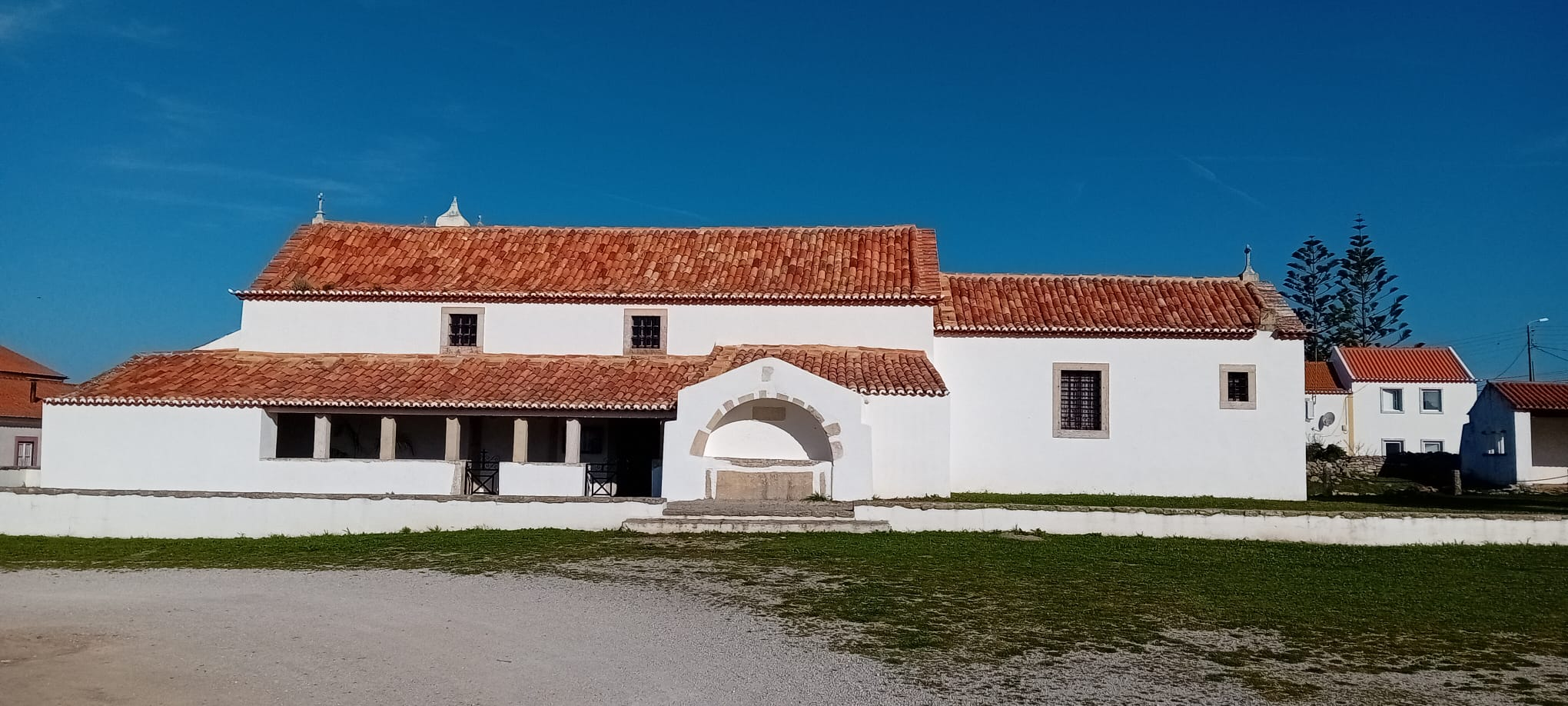
Visão da face Sul da Ermida

A Ermida de São Miguel de Odrinhas, também conhecida como Capela de São Miguel de Odrinhas, é uma pequeno templo cristão situado nas Ruínas de São Miguel de Odrinhas, na Freguesia de São João das Lampas e Terrugem, no Município de Sintra, no Distrito de Lisboa. 

## História
A Ermida de São Miguel de Odrinhas foi erguida no Século XII em cima de uma Villa Romana fundada no Século I a.C. Vários vestígios cerâmicos dos Séculos VII-X comprovam a ocupação contínua deste local. 

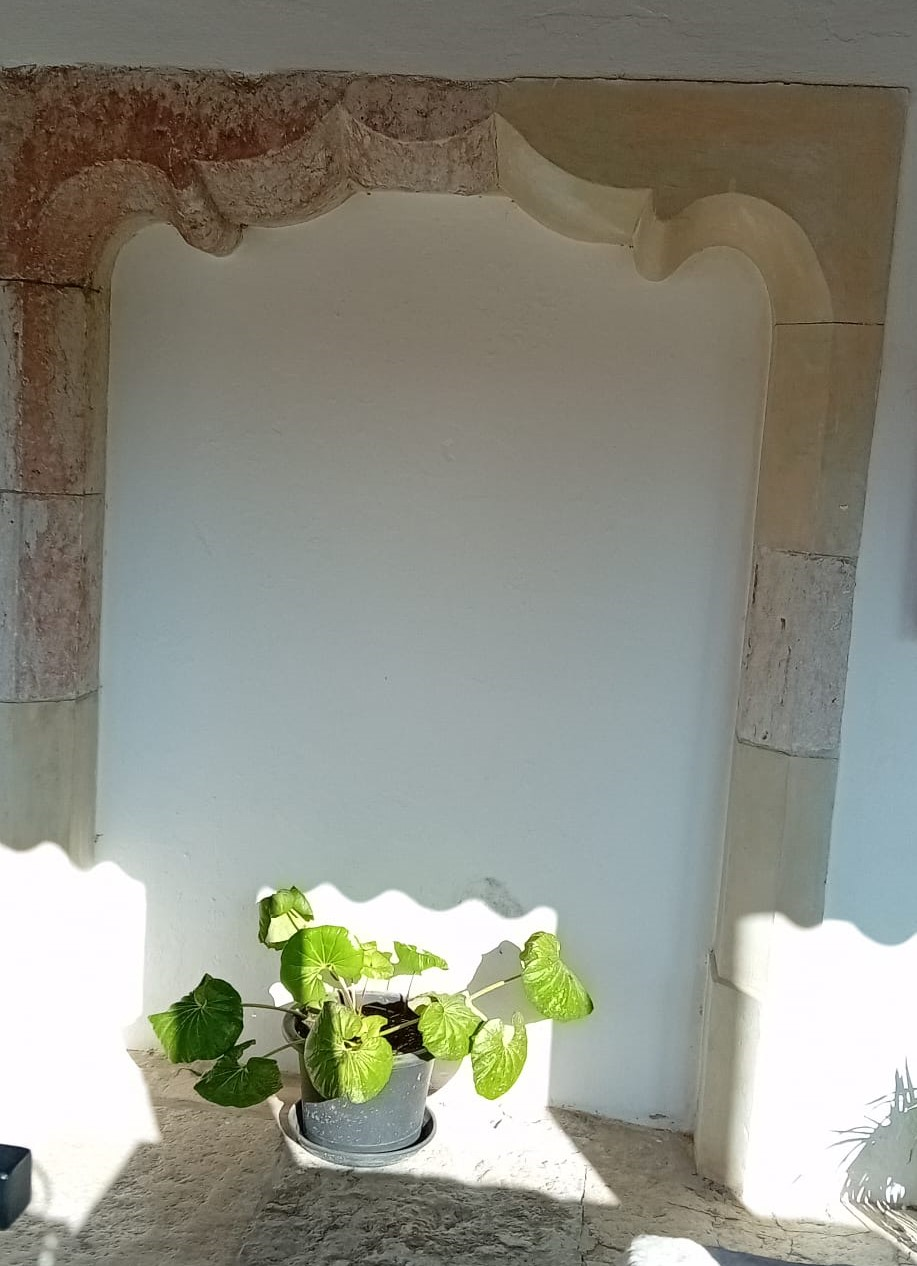
Portal Manuelino na face Sul da Eremida

À volta da Igreja e das Ruínas Romanas foi então, no Século XIII-XV, transformada em necrópole, sendo assim o único cemitério de cariz medieval escavado em Portugal. 
Da época Românica da Igreja não nos resta quase nada, no entanto, nota-se a reutilização de elementos anteriores à eemida, como por exemplo, a reutilização de uma estela funerária do Século I a.C no alpendre como banco.  Adossado à face Sul da ermida está o arcossólio com o túmulo Gótico de Fernão Reganha. Também desta época é possível observar um portal Manuelino adossado à parede Sul da Igreja.
Nos Séculos posteriores foram feitas sucessivas modificações, especialmente ao interior do templo, perdendo este todo o interior medieval, salvo as fundações originais. Este interior deu lugar a uma abside com um Altar-mor Barroco feito em diversos tipos de mármore, tal como vários elementos Renascentistas, um Púlpito, uma Tribuna e um Arco Triunfal também Barrroco. A fachada Oeste também sofreu várias modificações tal como um pequeno alpendre fechado e um Óculo acima deste.

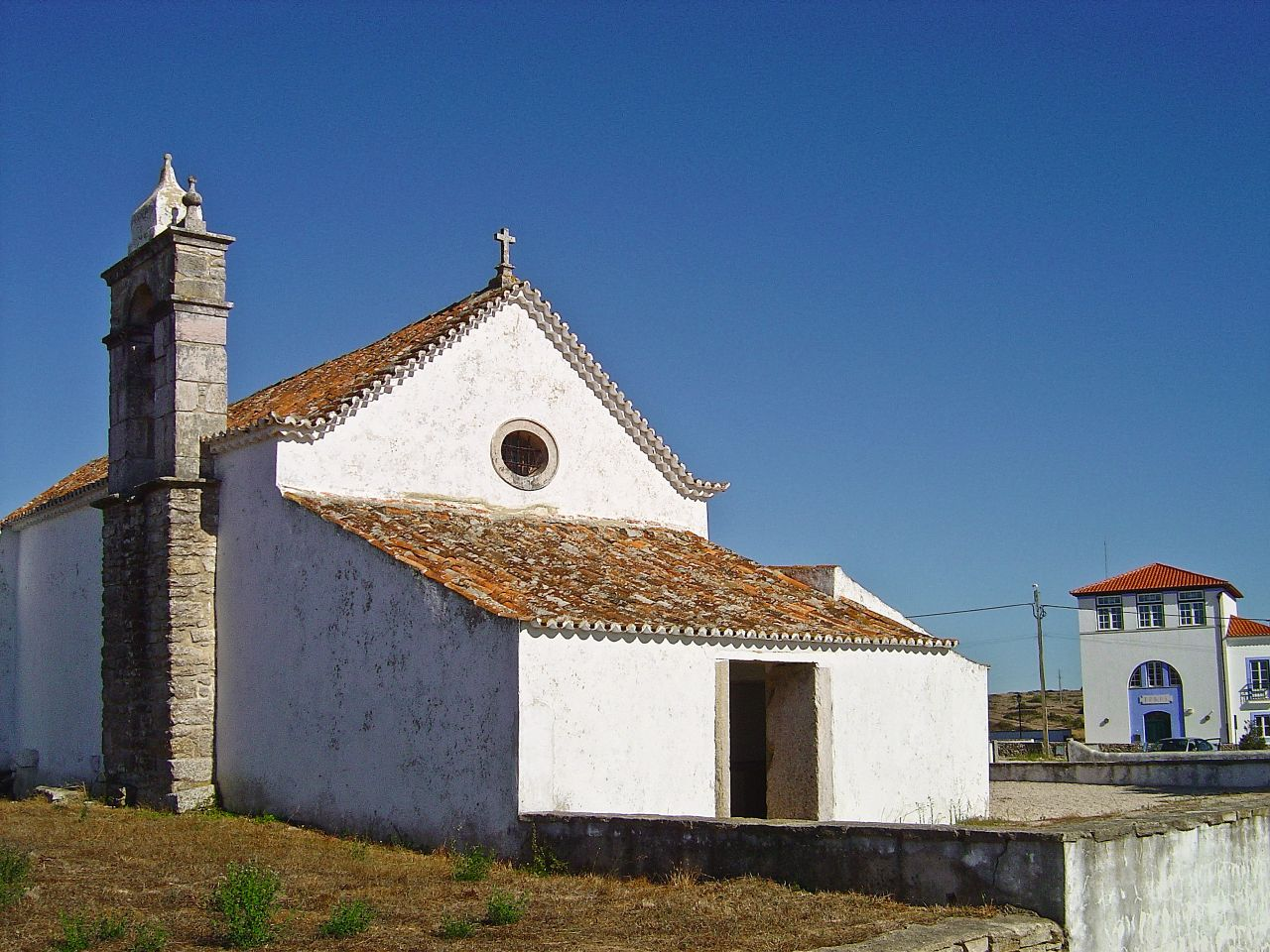
Visão da fachada Oeste

No Século XX foram adicionados novos edifícios para as instalações da Paróquia, nomeadamente a Casa Mortuária, salas de apoio à Catequese e um novo troço do alpendre confinante com o já existente. Como estas adições estavam projetadas na área das ruínas, foram efetuados ainda mais trabalhos arqueológicos na zona adjacente.

## Características
A Ermida tem uma forma longitudinal, característica das igrejas Medievais. A face Sul conta com um alpendre contínuo, dentro do qual estão presentes elementos de diversos períodos históricos, como por exemplo o portal Manuelino. Também na face Sul está o túmulo de Fernão Reganha, como já previamente mencionado. No canto do telhado está também um pequeno Relógio de Sol, de datação incerta.
Já na fachada Oeste é possível observar o tal Óculo Barroco e o alpendre fechado, juntamente com uma pequena Torre Sineira no seu lado esquerdo. No lado Norte da Ermida estão adossadas dois pequenos edifícios, sendo estas as instalações da Paróquia. A abside é retangular e ligeiramente alongada.
O interior é Barroco, com um púlpito em madeira e mármore. Em cima da entrada da Ermida está a tribuna de madeira suportada por duas colunas Toscanas, também de mármore. A divisão entre o corpo principal e a Abside é feita através de um Arco Triunfal, e na abside está um altar marmóreo com a saída para a sacristia integrada nele.